# Ozero Tjertovskij Omut
Ozero Tjertovskij Omut (ryska: Озеро Чертовский Омут) är en sjö i Belarus.   Den ligger i voblasten Brests voblast, i den centrala delen av landet, 200 km söder om huvudstaden Minsk. Ozero Tjertovskij Omut ligger 134 meter över havet.
I omgivningarna runt Ozero Tjertovskij Omut växer i huvudsak blandskog. Runt Ozero Tjertovskij Omut är det ganska glesbefolkat, med 25 invånare per kvadratkilometer.